# Ґете (кратер)
Ґете (Goethe) — кратер на Меркурії. Діаметр — близько 320 км, координати центру — 81°24′ пн. ш. 54°18′ зх. д. / 81.4° пн. ш. 54.3° зх. д. Названий на честь німецького поета Йоганна Вольфганга фон Ґете. Ця назва була затверджена Міжнародним астрономічним союзом 1979 року.
Ґете належить до басейнів, однак додаткових кілець у нього не видно. Не помітно й явних слідів викидів навколо нього. Головний вал зберігся погано, але простежується майже на всій довжині. В давнину цей кратер, як і велику площу навколо, залила лава, зробивши його дно доволі рівним. Коли вона застигла, на її поверхні з'явилися численні гряди, і подекуди край Ґете окреслений лише ними.
Всередині басейна є два кратери-привиди — кратери, що їх цілком або майже цілком залила лава. Нині їхні краї, подібно до деяких ділянок краю самого Ґете, окреслені грядами, що пролягли над затопленими височинами. Ці кратери перетяті численними грабенами.
У межах Ґете є й чимало кратерів, молодших за лавовий покрив. Найбільші з них отримали назви: Фуллер (27 км) і Лакснесс (26 км). Завдяки близькості до полюса на їхньому дні є ділянки, що ніколи не освітлюються Сонцем. Як і в деяких інших приполярних кратерах Меркурія, там виявлено області з посиленим відбиттям радіохвиль, що інтерпретується як ознака наявності водяного льоду.